# Emiel Schindeler
Emiel Schindeler (Amsterdam, 21 juni 1975) is een Nederlands voormalig voetballer die als verdediger speelde.
Schindeler begon zijn profcarrière bij HFC Haarlem, alwaar hij in het seizoen 1995/1996 debuteerde in de Eerste divisie. Na zeven seizoenen voor Haarlem gespeeld te hebben vertrok de verdediger in 1999, na een slepende buikspierblessure, naar de amateurs.